# Víctor Rangel
Víctor Rangel Ayala (Ciudad de México, México, 11 de marzo de 1957), también conocido como Tanque o Tanquecito Rangel, es un futbolista mexicano retirado que jugaba en la posición de delantero. Jugó para el Club Deportivo Guadalajara, los Ángeles de Puebla, y el Atlético Potosino. retirado que jugó como delantero centro entre 1976 y 1984. También jugó una temporada para el Club León y el Atlético Potosino antes de terminar su carrera como jugador entre 1986 y 1988 con Ángeles de Puebla. Desde entonces, Víctor Rangel ha trabajado como entrenador de varios clubes en México y Estados Unidos. Participó en los Juegos Olímpicos de 1976 en Montreal, Canadá y en el Mundial de Futbol en 1978 en Argentina. Rangel tenía calidad de exportación de la misma calidad que Hugo Sánchez, pero situaciones no entendibles le impideron dar el paso a Europa.

### Carrera
Aunque Víctor Rangel pasó siete años al servicio del Club Deportivo Guadalajara, un club que fue el campeón récord de la Primera División mexicana durante largos períodos, Rangel literalmente salió "con las manos vacías" en este sentido. Porque jugó para este club en una época que pasaría a la historia bajo el nombre de "Chivas flacas" y en la que el club no ganó ni un solo título en la Liga Mexicana.
Al comienzo de su carrera, Víctor Rangel fue un jugador de alto vuelo extremadamente exitoso, que hizo su debut internacional con solo 20 años y también tuvo el tan citado "debut de ensueño" en este sentido. En su primer partido internacional contra Haití el 9 de octubre de 1977, jugó un papel decisivo en el triunfo de su equipo cuando entró de cambio en el segundo tiempo por Alfredo "El Alacrán" Jiménez anotando tres goles en la goleada por 4-1. Esta victoria en las eliminatorias para el Mundial de Argentina 1978 no solo fue un hito en el camino hacia la participación en el siguiente Mundial, sino también una exitosa revancha por la eliminación en las eliminatorias para el Mundial anterior de 1974, que se había realizado en Alemania sin los mexicanos, porque la selección haitiana se había clasificado en su lugar. En su segundo partido internacional contra El Salvador, que tuvo lugar solo tres días después, Rangel fue una vez más el precursor decisivo de la victoria de su equipo por 3-1 con sus dos goles.

### Juegos Olímpicos en Montreal
En 1976, participó en el torneo olímpico de fútbol en Montreal, donde fue eliminado con México en la ronda preliminar, pero anotó tres goles, lo que lo convirtió en el máximo goleador mexicano en los Juegos Olímpicos, junto con Vicente Pereda y Héctor Pulido, quienes anotaron tres goles cada uno en 1968. Hacía la delantera con Héctor Tapia y Hugo Sánchez en los extremos y él como centro delantero.

### Copa del Mundo en Argentina 1978
Rangel también jugó en los tres partidos jugados por los mexicanos en la Copa del Mundo de 1978 y también fue el único jugador de la selección mexicana en anotar un gol de campo a polonia en esta Copa del Mundo, lo cual fue tan decepcionante desde el punto de vista de los mexicanos; el otro lo marcó el "Gonini" Arturo Vázquez Ayala desde el punto de penalti a Túnez. Sin embargo, la estrella de Rangel comenzó a declinar rápidamente después de esta Copa del Mundo. A partir de entonces, solo fue utilizado ocasionalmente como suplente en la selección nacional y no marcó más goles internacionales.
En total, Rangel hizo 17 apariciones internacionales, anotando siete goles. La última vez que vistió el jersey de la selección nacional fue el 22 de enero de 1980 en un amistoso contra Checoslovaquia, que México ganó 1-0. Nuevos delanteros fueron utilizados por los entrenadores en turno y desapareció de las nominaciones.
Aunque no había marcado en la selección nacional recientemente, no había perdido su capacidad goleadora en general. Después de todo, fue el goleador más exitoso de su club tres veces en las cuatro temporadas entre 1978 y 1982. Marcó nueve goles en las temporadas 1978/79 y 1979/80 e incluso marcó 13 goles en la temporada 1981/82.

### Entrenador
Formó parte del cuerpo técnico de Lagartos de Tabasco y Petroleros de Salamanca. En 2015 dirigió por 26 partidos al equipo de Tercera División, Juventud Unida FC.

## Participaciones en Juegos Olímpicos
| Torneo                   | Sede     | Resultado    |
| ------------------------ | -------- | ------------ |
| Juegos Olímpicos de 1976 | Montreal | Primera fase |

## Participaciones en Copas del Mundo
| Mundial                        | Sede      | Resultado    |
| ------------------------------ | --------- | ------------ |
| Copa Mundial de Fútbol de 1978 | Argentina | Primera fase |

## Equipos
- 1976-77 Guadalajara 2 goles
- 1977-78 Guadalajara 9 goles
- 1978-79 Guadalajara 9 goles
- 1979-80 Guadalajara 9 goles
- 1980-81 Guadalajara 1 gol
- 1981-82 Guadalajara 13 goles
- 1982-83 León 9 goles
- 1983-84 Guadalajara 10 goles
- 1984-85 Atlético Potosino 12 goles
- Prode 85 Atlético Potosino 0 goles
- México 1986 Atlético Potosino 4 goles
- 1986-1987 Ángeles de Puebla
- 1987-1988 Ángeles de Puebla

## Estadísticas

### Clubes
| C.D. Guadalajara · México                                                                            |               |               |     |    |   |   |   |     |     |    |
| 1ª                                                                                                   | 1976-77       | 13            | 4   | -  | - | - | - | 13  | 4   |    |
| 1ª                                                                                                   | 1977-78       | 29            | 8   | -  | - | - | - | 29  | 8   |    |
| 1ª                                                                                                   | 1978-79       | 19            | 8   | -  | - | - | - | 19  | 8   |    |
| 1ª                                                                                                   | 1979-80       | 35            | 9   | -  | - | - | - | 35  | 9   |    |
| 1ª                                                                                                   | 1980-81       | 24            | 2   | -  | - | - | - | 24  | 2   |    |
| 1ª                                                                                                   | 1981-82       | 38            | 13  | -  | - | - | - | 38  | 13  |    |
| 1ª                                                                                                   | 1983-84       | 20            | 4   | -  | - | 3 | 0 | 23  | 4   |    |
| Total club                                                                                           | Total club    | 178           | 48  | -  | - | 3 | 0 | 181 | 48  |    |
| León A.C. · México                                                                                   |               |               |     |    |   |   |   |     |     |    |
| 1ª                                                                                                   | 1982-83       | 27            | 9   | -  | - | - | - | 27  | 9   |    |
| Total club                                                                                           | Total club    | 27            | 9   | -  | - | - | - | 27  | 9   |    |
| Atlético Potosino · México                                                                           |               |               |     |    |   |   |   |     |     |    |
| 1ª                                                                                                   | 1984-85       | 12            | 2   | -  | - | - | - | 12  | 2   |    |
| 1ª                                                                                                   | 1985-86       | 0             | 0   | -  | - | - | - | 0   | 0   |    |
| Total club                                                                                           | Total club    | 12            | 2   | -  | - | - | - | 12  | 2   |    |
| Ángeles de Puebla · México                                                                           |               |               |     |    |   |   |   |     |     |    |
| 1ª                                                                                                   | 1986-87       | 37            | 7   | -  | - | - | - | 37  | 7   |    |
| 1ª                                                                                                   | 1987-88       | 20            | 1   | 2  | 0 | - | - | 22  | 1   |    |
| Total club                                                                                           | Total club    | 57            | 8   | 2  | 0 | - | - | 59  | 8   |    |
| Total carrera                                                                                        | Total carrera | Total carrera | 274 | 67 | 2 | 0 | 3 | 0   | 279 | 67 |
| (1)Incluye datos de la Copa México (1987-88). (2)Incluye datos de la Copa Campeones CONCACAF (1984). |               |               |     |    |   |   |   |     |     |    |

## Palmarés

### Títulos internacionales
| Título                                | Equipo | Sede   | Año  |
| ------------------------------------- | ------ | ------ | ---- |
| Campeonato de Naciones de la Concacaf | México | México | 1977 |